# Visserijbiologie
Visserijbiologie is een richting binnen de biologie waarbij men van een bekend ecosysteem de grootte van beschikbare biomassa's van enkele commercieel geëxploiteerde vissoorten tracht te schatten (men spreekt hier over de groottebepaling van een visstapel). Daarbij wordt gebruikgemaakt van kennis omtrent
- het ecosysteem,
- de visserij-inspanning,
- de gebruikte vistuigen (visnamigheid),
- het gewicht en lengtesamenstelling van de aanlandingen van gevangen vis,
- de leeftijdssamenstelling van de vis (leeftijdsaflezing),
- de vis die wel gevangen is maar niet aangeland wordt (discards) en
- de resultaten van eigen surveys.

Op grond van de geschatte omvang van de visstocks in een bepaald gebied worden aan het beleid adviezen uitgebracht over de
hoeveelheden vis die de visserij veilig zou kunnen vangen zonder dat daarbij de vissoort een bedreigde diersoort wordt. Het beleid stelt mede op grond van deze adviezen de vangstquota vast.
In Nederland wordt dit soort onderzoek hoofdzakelijk uitgevoerd door IMARES, in België gebeurt dit door het ILVO. De onderzoeks- en monitoringgegevens worden samen met die van andere naties gebundeld alvorens men tot een uitspraak komt. Rond de noordelijke Atlantische Oceaan gebeurt dit binnen de International Council for the Exploration of the Sea (ICES).